# ヒマラヤ岩塩

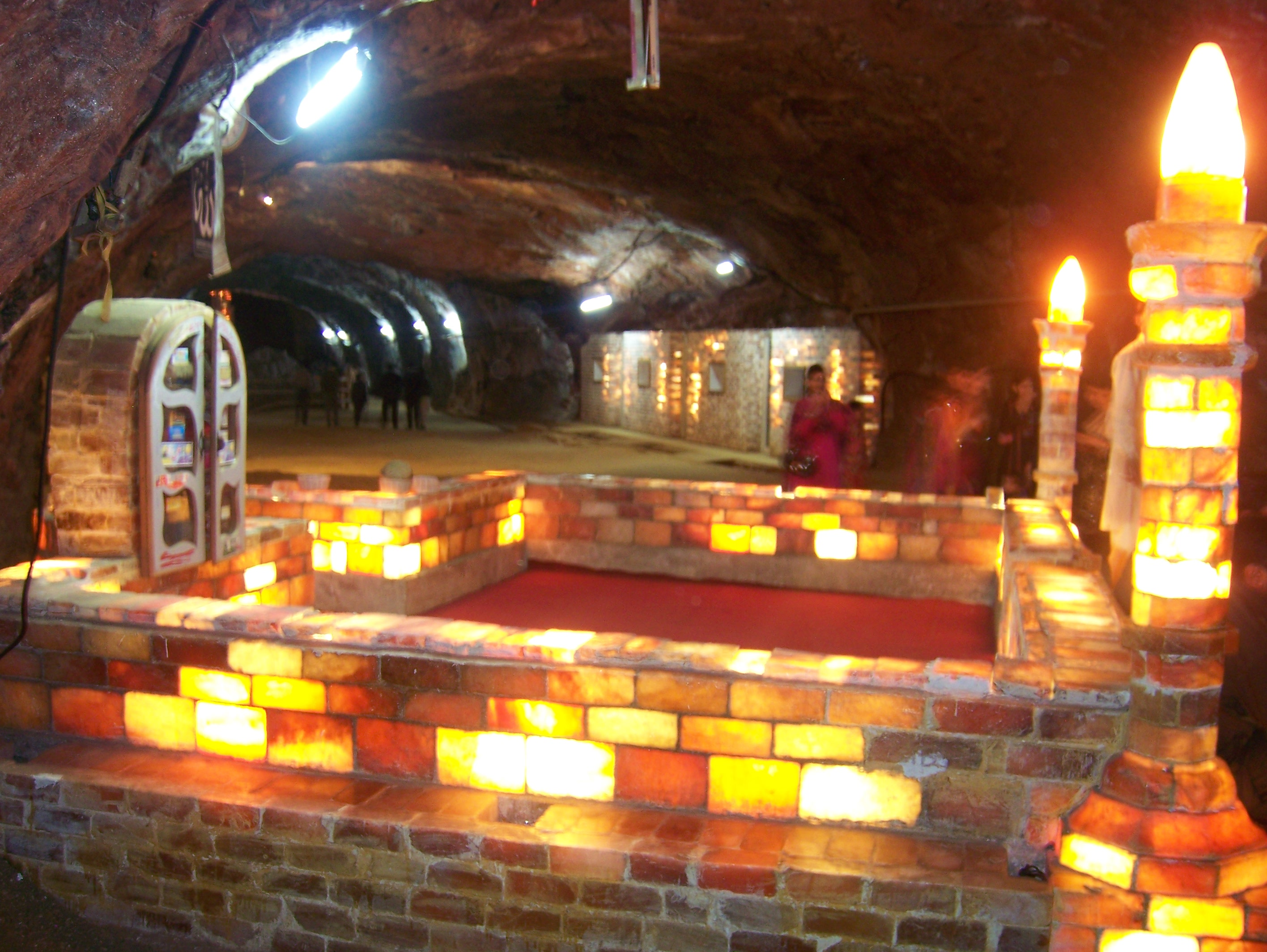
ケウラ岩塩鉱山内にある岩塩製のランプオブジェ

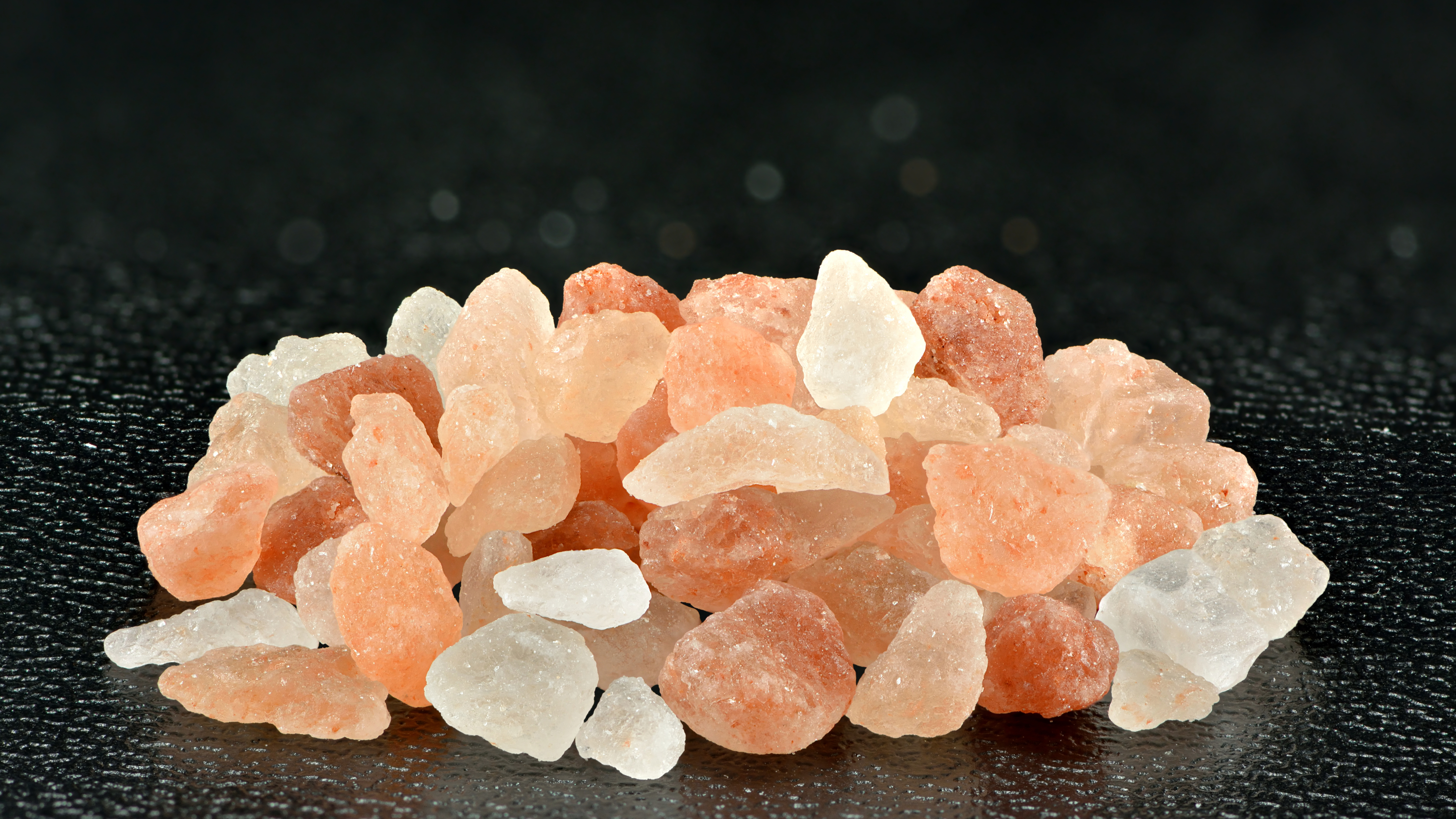
ヒマラヤ岩塩

ヒマラヤ岩塩（ヒマラヤがんえん）は、主にパキスタンおよびネパール、チベット、インドの岩塩鉱床から産出される岩塩の総称である。結晶の格子欠陥やイオウの含有などの作用により、淡紅色、紫色、黒色、黄色などの様々な色がある。

## 産地
日本で販売されるヒマラヤ岩塩は、原産国以外に産地や生産者が表示されず、「ヒマラヤ山脈の山麓で採掘された」という曖昧な表示が多い。そのため、特に食用の場合はトレーサビリティの視点による商品の選択が求められる。パキスタンの最大の岩塩鉱山は、パンジャーブ州のジェラム県(Jhelum)のケウラ岩塩鉱山(Khewra Salt Mines)である。

## 成分
ナトリウムのほか、マグネシウム、カリウム、カルシウム、鉄などのミネラルが含まれる。

## 用途
食用のほか、入浴剤などにも利用される。
食用とする場合は不純物や微生物などに注意する必要がある。
淡紅色の岩塩は、観賞用のランプやブロックなどにも加工される。